# Angélique des Méloizes
Angélique-Geneviève des Méloizes, född 11 december 1722 i Quebec, död 1 december 1792 i Blois, var en kanadensisk de facto politiker.
Angélique des Méloizes var centralfigur för societetslivet i Nya Frankrike och gift med Quebecs borgmästare Michel-Jean-Hugues Péan. Hon är känd för sitt förhållande med François Bigot (intendent för Nya Frankrike 1748–1760), hade under hans regeringstid stort inflytande över Kanadas styrelse och jämfördes med Madame de Pompadour. Hon, hennes make, Bigot och Joseph-Michel Cadet blev anklagade för att vara ansvariga för Frankrikes förlust av Kanada under sjuårskriget.

## Biografi
Angélique des Méloizes föddes i Kanada som dotter till Nicolas-Marie Renaud d’Avène Des Méloizes och Angélique Chartier de Lotbinière. Hon finns upptagen på elevlistan hos ursulinernunnornas klosterskola i Quebec.

### Inflytande
Angélique des Méloizes gifte sig 1746 med den förmögne Michel-Jean-Hugues Péan, Chevalier de Livaudière. Paret ska ha bott i det finaste bostadshuset i staden näst efter intendentens residens, och Angélique des Méloizes intog snart en ledande plats som societetsvärdinna. Enligt de samtida anonyma “Mémoire du Canada” var blev hennes hem centrum för kolonins societet, där man förde societetsliv på samma sätt som i Paris. Hon beskrevs som vacker, kvick och charmerande, med en livlig och underhållande konversation. Hon intog en allt viktigare plats som medlare och mecenat, och betraktades snart som en av kolonins centralfigurer.
År 1748 anlände François Bigot till Kanada för att inta sin plats som kolonins nya intendent, och Bigot och des Méloizes inledde ett omtalat förhållande. Hennes make ska ha accepterat deras förhållande eftersom det gav honom ekonomiska fördelar och en inflytelserik ställning som politisk rådgivare hos intendenten. Angélique des Méloizes blev känd som Bigots mätress och kallades för hans Madame de Pompadour. Hon agerade som Bigots värdinna, och höll banketter och spelkvällar där förmögenheter spelades bort varje kväll. Guvernör Vaudreuil [Rigaud] själv ska ha deltagit och också tillhört hennes beundrare. Hon var en kontroversiell figur och utsattes ofta för hätsk kritik på grund av sitt stora inflytande över den koloniala regeringen.

### Senare liv
Efter att Montreal erövrats av britterna under sjuårskriget, vilket ledde till att Kanada blev brittiskt, lämnade paret Pean kolonin i september 1760 och reste till Frankrike med Bigot. Triumviratet bestående av Bigot, Péan och Joseph-Michel Cadet skulle komma att hållas ansvariga för Frankrikes förlust av Kanada till britterna på grund av dålig administration. Hennes make arresterades och sattes i Bastiljen på tre år (1761–1764) på grund av dessa anklagelser.
Efter att makens frigivning bosatte sig paret på en egendom i Orzain utanför Blois med sitt enda barn, en dotter. Angélique des Méloizes blev änka 1782. Hon ska under resten av sitt liv ha ägnat ett stort intresse åt de fransk-kanadensare som valde att lämna Kanada när kolonin blev brittisk 1763 och ta hand om deras välfärd i de fall de var fattiga.

## Fiktion
Angélique des Méloizes blev föremål för en roman av William Kirby, The golden dog (New York, 1877).